# Bokermannohyla

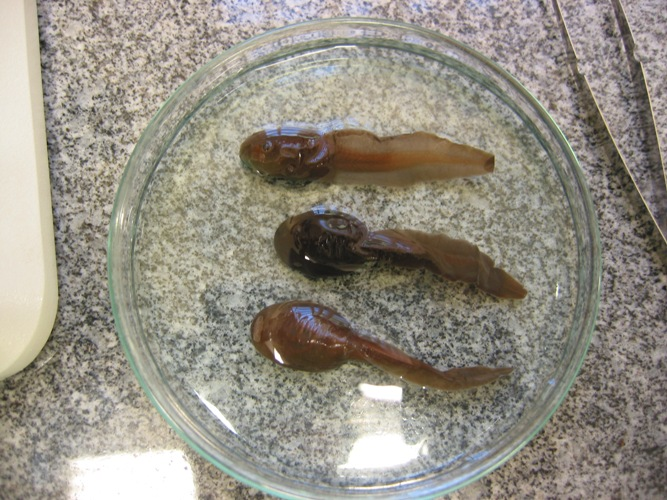
Kaulquappen von Bokermannohyla martinsi

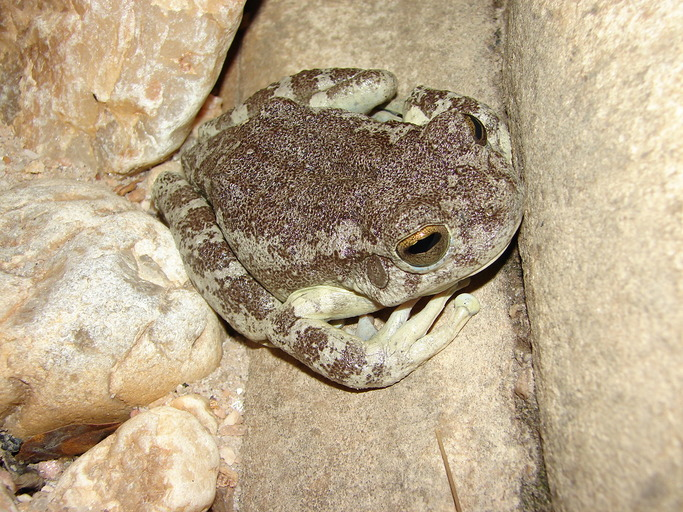
Bokermannohyla alvarengai

Bokermannohyla ist eine Gattung aus der Familie der Laubfrösche (Hylidae). Sie kommt im südlichen Brasilien vor.

## Beschreibung
Die Gattung Bokermannohyla wurde im Jahr 2005 nach molekularbiologischen Untersuchungen aus der Gattung Hyla ausgegliedert. Sie ist hauptsächlich durch verschiedene genetische Differenzierungen von anderen Gattungen abgegrenzt. Es ist bislang keine morphologische Synapomorphie des Taxons bekannt.

## Vorkommen
Die Gattung Bokermannohyla ist im südlichen Brasilien in den Bundesstaaten Paraná, Minas Gerais, Bahia, Goiás, Rio de Janeiro, São Paulo und Santa Catarina sowie im Distrito Federal do Brasil verbreitet.

## Systematik
Die Gattung Bokermannohyla wurde 2005 durch Faivovich et al. erstbeschrieben. Die Typusart ist Bokermannohyla circumdata, sie wurde ursprünglich als Hyla circumdata von
Edward Drinker Cope im Jahr 1871 beschrieben.
Die bis zur Aufstellung der Gattung Bokermannohyla beschriebenen Arten gehörten früher der Gattung Hyla an. Später kamen zehn weitere Arten dazu, damit waren insgesamt 32 Arten in dieser Gattung. 2020 wurden zwei Arten in die Gattung Boana überstellt. Bokermannohyla wird zur Tribus Cophomantini innerhalb der Unterfamilie Hylinae gezählt, die Faivovich et al. 2005 gleichzeitig mit der Errichtung der Gattung aufgestellt hatten. Die Gattung ist nach dem brasilianischen Zoologen Werner Bokermann benannt. 2023 wurde Bokermannohyla feioi wieder als eigene Art anerkannt, nachdem der Frosch 2015 mit Bokermannohyla nanuzae synonymisiert worden war. 2025 wurde B. napoli mit B. ravida synonymisiert. Damit sind 30 Arten in dieser Gattung beschrieben.
Stand: 2. August 2025
- Bokermannohyla ahenea (Napoli & Caramaschi, 2004)
- Bokermannohyla alvarengai (Bokermann, 1956)
- Bokermannohyla astartea (Bokermann, 1967)
- Bokermannohyla capra Napoli & Pimenta, 2009
- Bokermannohyla caramaschii (Napoli, 2005)
- Bokermannohyla carvalhoi (Peixoto, 1981)
- Bokermannohyla circumdata (Cope, 1871)
- Bokermannohyla diamantina Napoli & Juncá, 2006
- Bokermannohyla feioi (Napoli & Caramaschi, 2004)
- Bokermannohyla flavopicta Leite, Pezzuti & Garcia, 2012
- Bokermannohyla gouveai (Peixoto & Cruz, 1992)
- Bokermannohyla hylax (Heyer, 1985)
- Bokermannohyla ibitiguara (Cardoso, 1983)
- Bokermannohyla ibitipoca (Caramaschi & Feio, 1990)
- Bokermannohyla itapoty Lugli & Haddad, 2006
- Bokermannohyla izecksohni (Jim & Caramaschi, 1979)
- Bokermannohyla juiju Faivovich, Lugli, Lourenço & Haddad, 2009
- Bokermannohyla langei (Bokermann, 1965)
- Bokermannohyla lucianae (Napoli & Pimenta, 2003)
- Bokermannohyla luctuosa (Pombal & Haddad, 1993)
- Bokermannohyla martinsi (Bokermann, 1964)
- Bokermannohyla nanuzae (Bokermann & Sazima, 1973)
- Bokermannohyla oxente Lugli & Haddad, 2006
- Bokermannohyla pseudopseudis (Miranda-Ribeiro, 1937)
- Bokermannohyla ravida (Caramaschi, Napoli & Bernardes, 2001)
- Bokermannohyla sagarana Leite, Pezzuti & Drummond, 2011
- Bokermannohyla sapiranga Brandão, Magalhães, Garda, Campos, Sebben & Maciel, 2012
- Bokermannohyla saxicola (Bokermann, 1964)
- Bokermannohyla sazimai (Cardoso & Andrade, 1982)
- Bokermannohyla vulcaniae Vasconcelos & Giaretta, 2005

Bokermannohyla feioi wurde 2015 mit Bokermannohyla nanuzae synonymisiert, jedoch 2023 wieder als eigenständige Art anerkannt.
Bokermannohyla claresignata (Lutz & Lutz, 1939) und Bokermannohyla clepsydra (Lutz, 1925) wurden 2020 in die Gattung Boana gestellt.
Bokermannohyla napoli Carvalho, Giaretta & Magrini, 2012 wurde 2025 mit Bokermannohyla ravida (Caramaschi, Napoli & Bernardes, 2001) synonymisiert.